# 2022年アゼルバイジャン・アルメニア軍事衝突
2022年アゼルバイジャン・アルメニア軍事衝突（2022ねんアゼルバイジャン・アルメニアぐんじしょうとつ）は、2022年9月12日にアゼルバイジャンの国境地帯で発生したアゼルバイジャンとアルメニアの軍事衝突である。2021年以降の国境危機が拡大する形で、アゼルバイジャンが国境地帯のアルメニア領とバルデニス、ゴリス、ソトク、ジェルムクなどの都市を重火器などで攻撃し、3日間の攻撃と占拠で、およそ300人が死亡し、数十人が負傷したとされ、のちにNASAの衛星画像により確認された。アゼルバイジャン国防省とトルコのメディアはアルメニアがアゼルバイジャンの国境付近で大規模な挑発を行ったと報じたが、複数の第三者の情報筋により反証された。
この衝突は進行中のナゴルノ・カラバフ紛争に起因する。ロシアは9月13日に停戦を仲介したと発言したが、発効して数分後に停戦が破られたと両国が確認している。アルメニアの首相ニコル・パシニャンによれば、少なくともアルメニア兵士204人が戦死あるいは行方不明になったとされ 、アゼルバイジャンは自国の軍の兵士80人が戦死したと認め、死者の総数は少なくとも284人となった。9月14日に両国が合意し停戦となった。
ロシアがウクライナへの侵攻中にウクライナによるハルキウ州への反転攻勢で深刻な敗北を喫し、ナゴルノ・カラバフへの戦力投射が弱体化した直後に発生した。欧州連合がロシアからの輸入の損失を補うためにアゼルバイジャンからより多くのガスを確保しようとしたことで、衝突を公正に調停する能力に対して批判されることになった。
停戦後、アゼルバイジャンは「対テロ作戦」と称しアルツァフ共和国で軍事行動を行う（「2023年ナゴルノ・カラバフ衝突」で詳述）。

## 背景
2021年5月12日、アゼルバイジャンの兵士がアルメニアのシュニク地方とゲガルクニク地方に数キロメートルにわたり侵入し、アルメニア領およそ41平方キロメートルを占拠したため、欧州議会と欧州安全保障協力機構ミンスクグループの共同議長国であるフランス、アメリカ合衆国が、アゼルバイジャンに対してアルメニア領から撤退するように要求した。
2021年7月と11月にも軍事衝突が発生し、両国で死傷者が発生したと報じられている。欧州連合の報告者は、2021年11月17日の共同声明において、アゼルバイジャンが2021年11月16日に開始した軍事作戦が2020年ナゴルノ・カラバフ停戦協定に対する最悪の違反であると発言した。

## 経過

### 9月12日 - 13日
9月12日の夕方、アルメニア国防省がアゼルバイジャン軍がアルメニア側のゴリス、Artanish、ソトク、カパン、イシュハナサールへの集中砲火を開始したと発表し、アゼルバイジャン側が無人航空機を使用して、いくつかの方向から前進作戦を行っていたとした。アゼルバイジャン国防省は、アルメニアがダシュカサン県、キャルバジャル県、ラチン県で大規模な挑発を行い、軍の補給路に沿って地雷を敷設したと発言し、アルメニア軍の砲撃地点を制圧し、対立規模の拡大を防ぐための手段を講じていると発表した。
ロシアが9月13日に停戦を仲介したと発表したが、発効して数分後に停戦が破られたと両国が確認している。
9月13日14時00分、アルメニア国防省は、アゼルバイジャンが前進作戦を行ったことで、Nerkin Hand、Verin Shorzha、Artanish、ソトク方面など国境地帯の一部地域で緊張が高まり続けているとし、アルメニア外務省はアゼルバイジャンの攻撃によりKutの多くの民家が被害を受け、女性と子どもが避難しているとした。アルメニア保健省は、衝突の初日にアゼルバイジャンの攻撃で民間人3人が負傷したと発表した。アルメニアの首相ニコル・パシニャンによれば、少なくとも兵士204人が戦死あるいは行方不明になったとされ、アゼルバイジャン国防省は兵士80人が戦死したと発表した（42人がアゼルバイジャン軍、8人がアゼルバイジャン国境軍）。

### 9月14日 - 16日

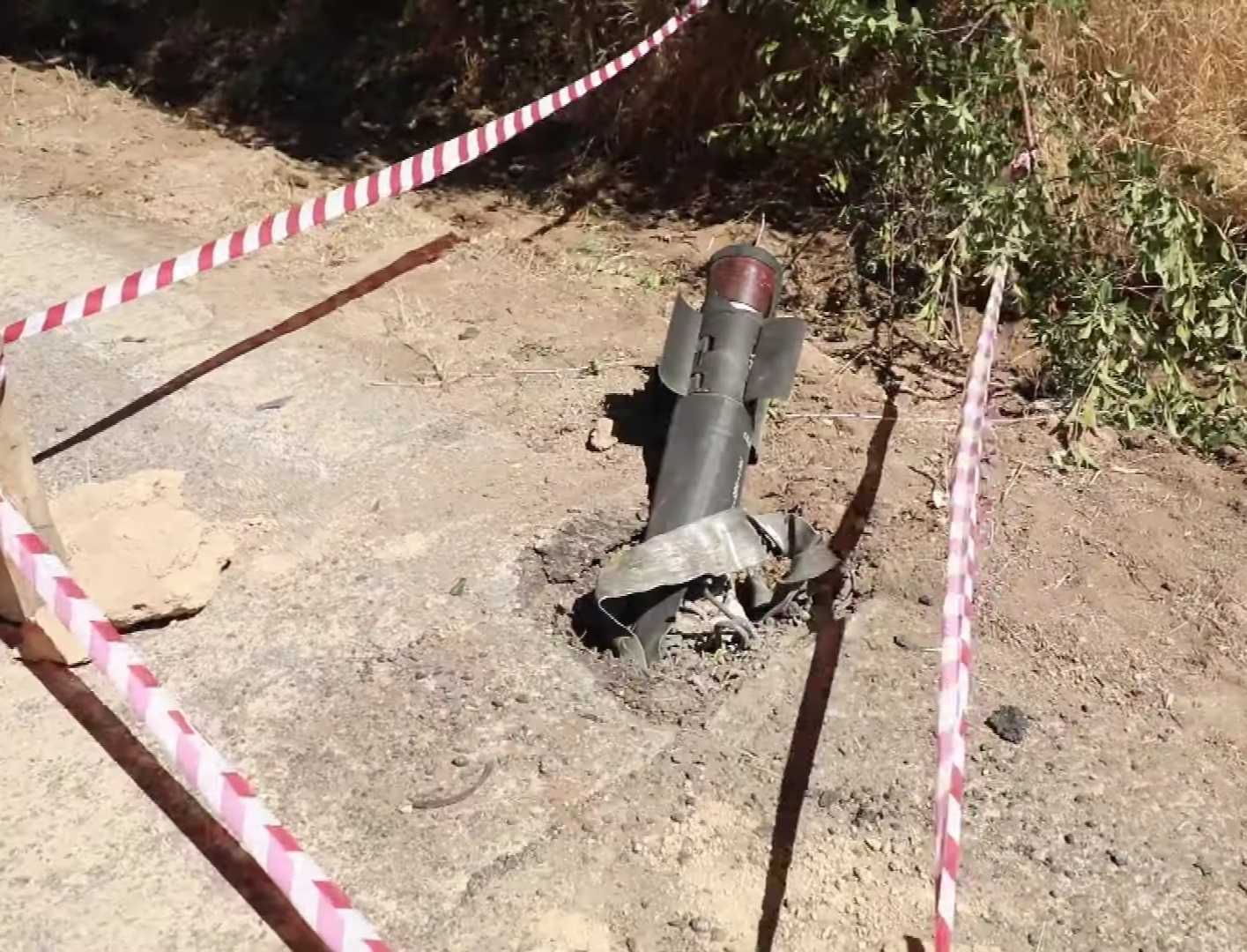
A fired missile in Sotk; a village in Armenia's Gegharkunik Province, that has been described as a ghost town after the entire population fled their homes due to shelling and infrastructural damage cause by Azerbaijan..

9月14日朝、アゼルバイジャン国防省が、アルメニアが夜中にキャルバジャル県とラチン県に駐留するアゼルバイジャン軍の部隊を迫撃砲で攻撃したため、適切な報復措置を講じていると発表した一方で、アルメニア国防省はアゼルバイジャンがアルメニア領への軍事作戦を実行するための情報ベースとして機能する偽情報であるとし、また、アゼルバイジャン軍が迫撃砲、大口径の兵器でJermuk、Verin Shorzhaを攻撃しているとした。午前11時、アゼルバイジャン国防省と検察庁が共同声明でアゼルバイジャンの民間人2人がアルメニアの攻撃で負傷したと発表した。
ニコル・パシニャンは、アゼルバイジャンがアルメニア領の一部地域を占領したと発言し、アルメニア史上初の集団安全保障条約機構第4条を適用したとした。
同日、アルメニアの国防当局が、アルメニアとアゼルバイジャンが停戦に合意したと発表した。
ザ・モスクワ・タイムズによれば、ロシアの大統領ウラジーミル・プーチンはパシニャンによる軍事支援要請を拒否したとされる。アルメニアはロシア主導の集団安全保障条約機構の加盟国であり、加盟国は軍事侵攻において相互に協力する義務があるとされている。
9月16日、アゼルバイジャンの大統領イルハム・アリエフはプーチンに対して衝突の拡大が安定したと伝えた。
アルメニア議員によれば、アルメニアが国境地帯の6ヵ所の支配を回復したとされる。